# 雪倫多亞河谷

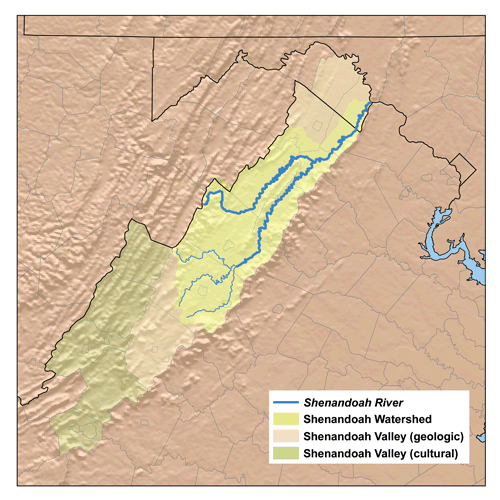
雪倫多亞河谷地图

雪倫多亞河谷（英語：Shenandoah Valley）位于美国弗吉尼亚州西部，从溫徹斯特一直延伸到斯湯頓，东部被藍嶺山脈约束，西部的边缘则是阿帕拉契高原和亞利加尼高原。它是阿帕拉契高原的沟谷地区的一部分。河谷中的其它城镇有哈里森堡、韋恩斯伯勒和弗兰特罗亚尔。雪倫多亞河谷的中心是谢南多亚河，馬薩納騰山位于谷地中部。
「雪倫多亞」这个名字来自印第安人的语言，意思是“星之美丽的女儿”。河谷底部的道路一开始是土著人部落迁徙时使用的道路，后来成为重要的交通路线。20世纪里这条交通要道是要收路费的。后来弗吉尼亚州收购了这条道路，现在它是11号美国国道。此外81號州際公路在大多数地方与它平行。
从地质上来看雪倫多亞河谷一直延伸到羅阿諾克。但是罗阿诺克和萊辛頓都不在雪倫多亞河盆地中。从北向南西弗吉尼亚有两个县位于雪倫多亞河谷中：伯克利县和杰斐逊县。弗吉尼亚州有七个县位于雪倫多亞河谷：腓特烈郡、克拉克县、瓦倫郡、雪倫多亞郡、佩奇县、羅京安郡和奥古斯塔郡。
雪倫多亞河谷是一个重要的农业区。虽然它非常富饶，但是在历史上它是从东部过来的移民的一个巨大的障碍。1716年維吉尼亞殖民地總督亚历山大·斯波茨伍德在斯威夫特河山口跨越这个河谷。最早在这里定居的是1730年代德国移民。后来蘇格蘭、爱尔兰移民也在此定居。他们是从南边波托马克河进入这个河谷的。
雪倫多亞河谷戰役是南北战争的一場重要的戰役，雙方為了控制維吉尼亞而在此地打了數年。此外它是美国葡萄酒产区。